# Raghib Pascià
Ismāʿīl ibn Ahmad ibn Hasan bani Yani (in arabo إسماعيل بن أحمد بن حسن بني يني‎?); Chios, 18 agosto 1819 – 1884) è stato un politico egiziano, fu varie volte ministro e in un'occasione Primo ministro.
Più semplicemente noto come Ismāʿīl Rāghib Pascià (in arabo  إسماعيل راغب باشا‎?), era un politico ottomano di origine greca convertito all'Islam che servì come Primo ministro egiziano dal 18 giugno 1882 al 21 agosto 1882  e più volte come ministro nei vari governi dell'Egitto.

## Biografia
Ismāʿīl Rāghib era un suddito greco dell'Impero ottomano per essere nato nell'isola di Chios o a Heraklion (Creta). Fu portato in Anatolia e allevato in modo islamico in base all'istituto del devshirme dopo essere stato prelevato dal suo luogo natio in seguito al massacro di Chios. Fu comprato come schiavo da Ibrāhīm Pascià nel 1830.
Studiò nell'al-Maktab al-Amirī e conseguì il suo brevetto di ufficiale ottomano nel 1834. Parlava fluentemente la lingua greca e fu promosso Primo tenente (in arabo ملازم أول‎?, Mulāzim Awwal) dal Governatore e Viceré d'Egitto Mehmet Ali, al cui servizio era stato destinato. Nel 1836, divenne capo delle Agenzie di Contabilità e delle Entrate e nel 1840 promosso al rango di Tenente Colonnello (in arabo بكباشى‎?, bikbāshī), per diventare nel 1844 Colonnello (in arabo قائم مقام‎?, qāʾim maqām) e, infine, Brigadier Generale (in arabo أميرلاي‎?, amīralāy) nel 1846. 
Ricoprì la posizione di ministro delle Finanze (1858–1860) e poi di ministro della Guerra (1860–1861). Divenne Ispettore (in arabo مفتش‎?, Mufattish) delle Province Marittime nel 1862, quindi Assistente (in arabo باشمعاون‎?, Bāshmuʿāwin) del Viceré Isma'il Pascià (1863–1865). Fu insignito del titolo di beylerbey e nominato in seguito Presidente del Consiglio privato nel 1868. Fu quindi nominato Presidente della camera dei deputati (1866–1867), poi ministro degli Interni nel 1867 e, infine, ministro dell'Agricoltura e Commercio nel 1875. 
Divenne ministro delle Finanze nel primo Gabinetto di Muhammad Sharif Pascià (1879) e, dopo la caduta del governo di Mahmud Sami al-Barudi, Ismāʿīl Rāghib divenne Primo ministro nel 1882. Sebbene il suo Gabinetto fosse di breve durata (agì dal 17 giugno al 21 agosto soltanto), esso fu l'unico a presentare un programma concreto di governo, in particolare si proponeva di realizzare la modernizzazione del bilancio attraverso un attento inventario delle entrate e delle uscite statali, una legge sui salari e una serie di misure legislative riguardanti l'agricoltura, in un paese a vocazione decisamente agraria.
Ismāʿīl Rāghib morì nel 1884.